# Lee Gregory
Lee Andrew Gregory (Sheffield, 26 agosto 1988) è un calciatore inglese, attaccante del Mansfield Town.

## Carriera
Dal 2006 al 2008 gioca nelle giovanili dello Sheffield Utd, da cui viene successivamente svincolato senza che gli venga offerta la possibilità di firmare un contratto professionistico; successivamente, inizia a lavorare come elettricista e parallelamente continua a giocare con lo Staveley Miners Welfare, club dilettantistico della decima divisione inglese. Nella sua prima stagione nel club mette a segno 37 reti, a cui ne aggiunge ulteriori 6 in 9 partite nelle prime settimane della stagione 2009-2010. L'11 settembre 2009 firma un contratto professionistico di un anno con il Mansfield Town, cub di National League (quinta divisione). Subito dopo essere stato tesserato viene tuttavia ceduto in prestito: dopo pochi mesi al Glapwell, club di Northern Premier League (settima divisione) e, viste le ottime medie realizzative (arriva a segnare anche 6 gol in una singola partita, contro il Willenhall Town, viene richiamato e subito dopo, il 18 dicembre 2009, ceduto nuovamente in prestito, all'Harrogate Town, club di National League North (sesta divisione): qui gioca con meno continuità, totalizzando solamente 9 presenze nella seconda parte di stagione, senza mai segnare; per questo motivo, nella primavera del 2010 viene mandato in prestito all'Halifax Town, con cui segna 5 gol in 10 partite contribuendo alla vittoria del campionato di Northern Premier League Division One North (ottava divisione). Terminato il prestito fa ritorno al Mansfield Town, dove, non rientrando nei piani a lungo termine dell'allenatore degli Stags David Holdsworth, gioca però solamente 2 partite di campionato (più una in FA Cup), nelle quali peraltro realizza una rete (l'11 settembre 2010 nella vittoria per 2-1 sul campo del Southport.
Nel dicembre del 2010, non riuscendo a giocare con continuità, viene ceduto a titolo definitivo all'Halifax Town: qui, insieme ai compagni di reparto Jamie Vardy e Daniel Holland, contribuisce alla vittoria della Northern Premier League (ed alla conseguente promozione in National League North) segnando 15 reti in 24 presenze che, pur con mezza stagione di permanenza in squadra, fanno di lui il terzo miglior marcatore stagionale del club (dietro appunto a Vardy ed Holland). Nella stagione 2011-2012 gli Shaymen sfiorano la terza promozione consecutiva, arrivando terzi in classifica in National League North: Gregory, con 18 gol in 32 partite di campionato (più 2 gol in altrettanti incontri disputati nei play-off) è il miglior marcatore stagionale del club; l'anno seguente mette invece a segno 20 reti in 37 presenze (più 2 reti in 3 presenze nei play-off), contribuendo in modo determinante alla promozione in National League ottenuta mediante la vittoria dei play-off. Anche nella nuova categoria l'attaccante di Sheffield, dopo aver rinnovato il contratto per 2 stagioni nell'estate del 2013, continua a giocare e segnare con regolarità: va a segno per ben 29 volte in 36 presenze, piazzandosi al secondo posto in classifica marcatori dietro ad Andre Gray del Luton Town (30 reti) e risultando determinante per la conquista del quinto posto in classifica che vale la qualificazione ai play-off, nei quali, nonostante un'ulteriore rete di Gregory, l'Halifax Town viene però comunque eliminato in semifinale.
Nell'estate del 2014 dopo 4 stagioni di permanenza (con 95 reti in 155 presenze ufficiali, a cui aggiungere le 10 presenze e 5 reti nella stagione 2009-2010 per un totale di 165 presenze e 100 reti, che fanno di lui il miglior marcatore di sempre del club ed il quinto di sempre per presenze in partite ufficiali disputate) lascia l'Halifax Town, che lo cede per 250000 sterline ai professionisti del Millwall, in seconda divisione. Segna il suo primo gol nella Football League il 30 settembre 2014, in una sconfitta casalinga per 3-1 contro il Birmingham City. Complessivamente nella sua prima stagione nel club gioca 41 partite (39 in seconda divisione, una in FA Cup ed una in Coppa di Lega) e mette a segno 9 reti, tutte in campionato. Rimane al Millwall anche a seguito della retrocessione subita nel corso della sua prima stagione: nella stagione 2015-2016 gioca infatti 41 partite in Football League One, realizzandovi 18 gol (a cui aggiunge 3 presenze e 2 reti nei play-off); l'anno seguente contribuisce invece alla promozione con 17 reti in 37 partite di campionato (più 2 presenze ed una rete nei vittoriosi play-off). Tra il 2017 ed il 2019 gioca poi in seconda divisione nel Millwall, segnando 10 reti in ciascuna delle 2 stagioni, in complessive 87 presenze nell'arco del biennio (43 presenze nella stagione 2017-2018 e 44 nella stagione 2018-2019). Nell'estate del 2019 lascia il club dopo 6 stagioni, con un bilancio di 238 presenze e 77 reti fra tutte le competizioni ufficiali, per trasferirsi allo Stoke City, con cui nella stagione 2019-2020 va in rete 6 volte in 40 presenze in seconda divisione. Nella stagione successiva perde il posto da titolare, segnando una sola rete in 6 presenze; il 1º febbraio 2021 viene ceduto in prestito per il resto della stagione al Derby County, altro club di seconda divisione, con cui termina l'annata realizzando 3 reti in 11 presenze.
Nell'agosto del 2021 viene ceduto in prestito allo Sheffield Weds, club appena retrocesso in terza divisione, che a fine stagione dopo 17 reti in 38 presenze lo riscatta; nella stagione 2022-2023 con 11 reti in 41 presenze contribuisce alla promozione in seconda divisione degli Owls, rimanendo in squadra anche durante la stagione 2023-2024, nella quale realizza una rete in 13 presenze in questa categoria. Nell'estate del 2024 si svincola dallo Sheffield Wednesday e fa ritorno dopo quattordici anni al Mansfield Town, nel frattempo risalito fino alla terza divisione.

## Palmarès

### Club

#### Competizioni nazionali
- Northern Premier League: 1

Halifax Town: 2010-2011

#### Competizioni regionali
- Northern Premier League Division One North: 1

Halifax Town: 2009-2010

### Individuale
- Capocannoniere dell'English Football League Trophy: 1

2015-2016 (4 reti, alla pari con Kemar Roofe e Jory Hiwula)